# Rorspitzli
Rorspitzli är en bergstopp i Schweiz.   Den ligger i kantonen Uri, i den centrala delen av landet, 90 km öster om huvudstaden Bern. Toppen på Rorspitzli är 3 220 meter över havet, eller 245 meter över den omgivande terrängen. Bredden vid basen är 2,3 km.
Terrängen runt Rorspitzli är huvudsakligen mycket bergig. Närmaste större samhälle är Engelberg, 17,2 km nordväst om Rorspitzli. 
Trakten runt Rorspitzli består i huvudsak av gräsmarker. Runt Rorspitzli är det glesbefolkat, med 9 invånare per kvadratkilometer.